# Bahabón
Bahabón est une commune de la province de Valladolid dans la communauté autonome de Castille-et-León en Espagne.

## Géographie
L'ancienne localité de Minguela est située sur le territoire de la commune de Bahabón.

Village disparu de Minguela
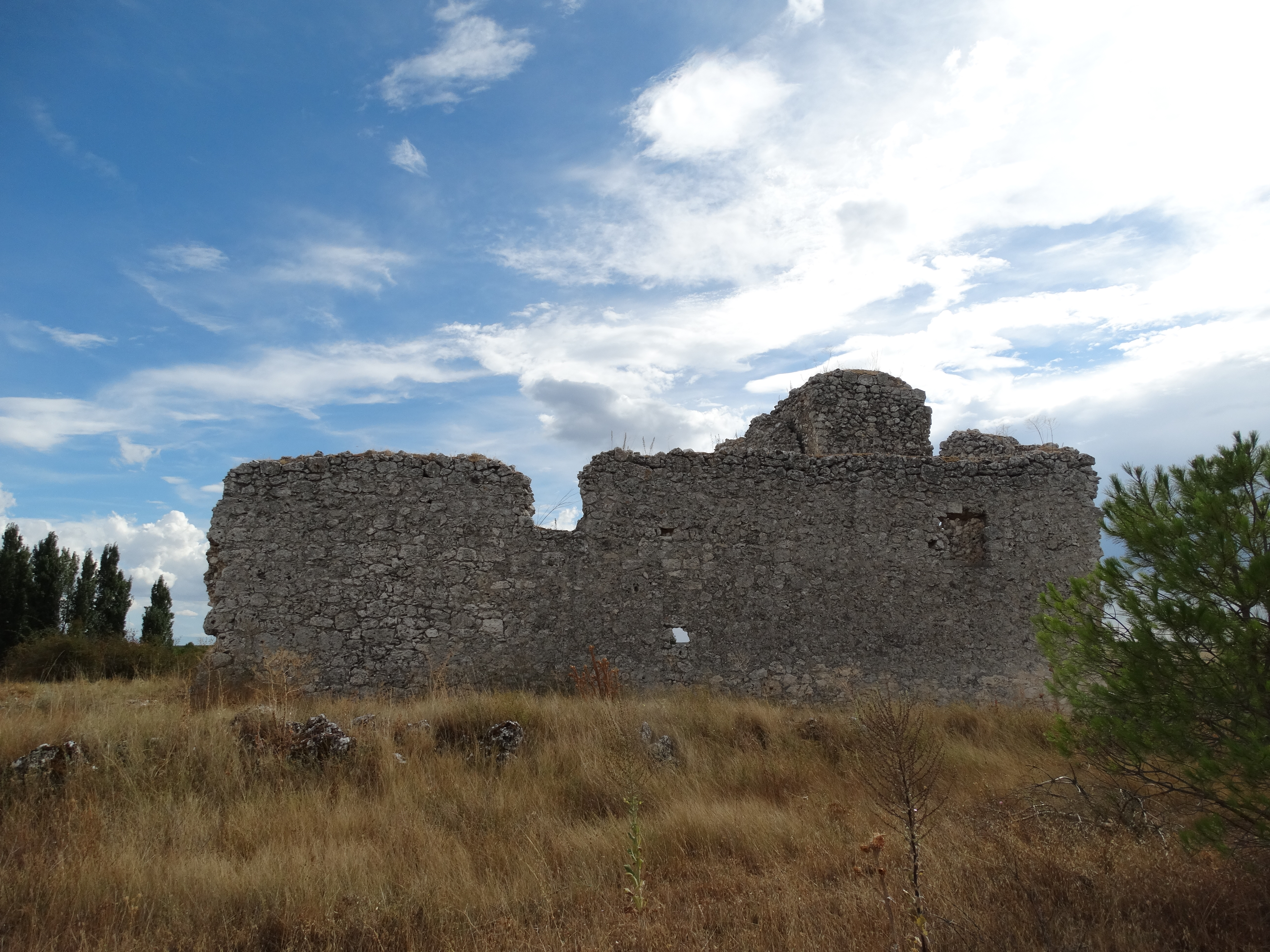

## Sites et patrimoine
- Église Nuestra Señora de la Asunción (es)